# Francesco II của Hai Sicilie
Francis II (tiếng Napoli và tiếng Ý: Francesco II, đặt tên thánh là Francesco d'Assisi Maria Leopoldo; tiếng Sicilia: Francischieddu; 16 tháng 1 năm 1836 – 27 tháng 12 năm 1894) là vị vua cuối cùng của Vương quốc Hai Sicilie và tại vị từ năm 1859 đến 1861. Ông đánh mất lãnh thổ của mình khi các cuộc xâm lược liên tiếp của Giuseppe Garibaldi và Victor Emmanuel II của Sardinia nhầm mục đích thống nhất Bán đảo Ý. Sau khi ông bị phế truất, Vương quốc Hai Sicilie và Vương quốc Sardinia được thống nhất với nhau, sau đổi thành Vương quốc Ý dưới quyền trị vì của Vương tộc Savoia.

## Cuộc sống đầu đời
Là con trai duy nhất và là người thừa kế của Vua Ferdinando II của Hai Sicilie với người vợ đầu tiên của ông, Maria Cristina xứ Savoy, Francis II là vị vua cuối cùng của Vương tộc Borbone-Hai Sicilie. Việc học hành của ông đã bị bỏ bê nhiều và ông tỏ ra là một người đàn ông có tính cách nhu nhược, chịu ảnh hưởng lớn từ người mẹ kế của mình, Nữ đại công tước Maria Theresia của Áo, người mà ông thấy rất sợ, cũng như bởi các linh mục và Camarilla, triều đình phản động.
Vào ngày 3 tháng 2 năm 1859 tại Bari, Francis kết hôn với Nữ công tước Maria Sophie của Bayern, thuộc hoàng gia Bayern của Vương tộc Wittelsbach (em gái của Hoàng hậu Elisabeth "Sissi" của Áo). Tuy nhiên, cuộc hôn nhân của họ không hạnh phúc. Con gái duy nhất của họ, Maria Cristina, được sinh ra 10 năm sau khi cha mẹ cô kết hôn và chỉ sống được ba tháng (24 tháng 12 năm 1869 - 28 tháng 3 năm 1870).

## Trị vì

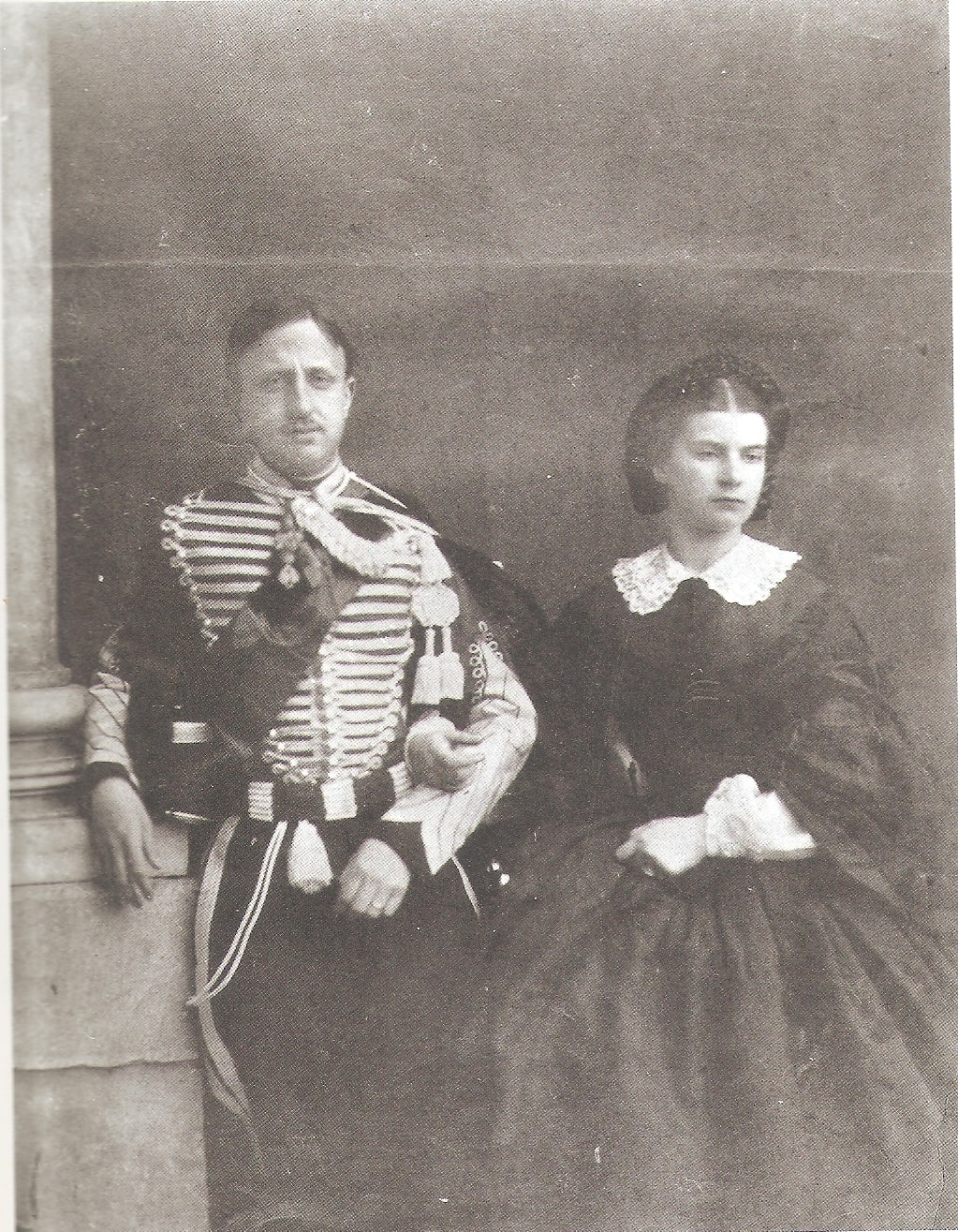
Francis II chụp ảnh cùng vợ là Maria Sophie vào khoảng năm 1860

Francis II lên ngôi vào ngày 22 tháng 5 năm 1859, sau khi cha ông qua đời. Ông ngay lập tức bổ nhiệm Thân vương Carlo Filangieri làm tể tướng đại thần, người nhận ra tầm quan trọng những chiến thắng của liên quân Pháp-Piedmont ở Lombardy và khuyên Francis II chấp nhận liên minh với Vương quốc Sardegna do Bá tước xứ Cavour đề xuất. Ngày 7 tháng 6, một bộ phận Vệ binh Thụy Sĩ nổi loạn, và trong khi nhà vua xoa dịu họ bằng cách hứa sẽ giải quyết những bất bình của họ, Tướng Alessandro Nunziante đã tập hợp quân đội của mình, bao vây những kẻ nổi loạn và bắn hạ họ. Sự việc này dẫn đến việc giải tán toàn bộ Vệ binh Thụy Sĩ, vốn là thành trì vững chắc nhất của triều đại Bourbon.
Bá tước xứ Cavour một lần nữa đề xuất một liên minh để phân chia Lãnh địa Giáo hoàng giữa Piedmont và Napoli (ngoại trừ tỉnh Rome), nhưng Francis đã bác bỏ ý tưởng này, vì đối với ông, nó giống như hành động của những kẻ tà giáo. Filangieri mạnh mẽ ủng hộ một hiến pháp như là biện pháp duy nhất có thể cứu vãn triều đại, nhưng trước sự từ chối của nhà vua, ông đã từ chức.

### Cuộc xâm lược của Garibaldi

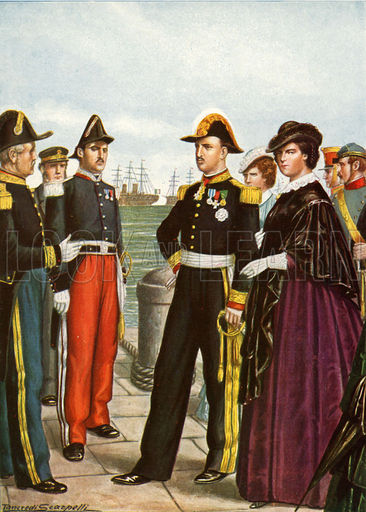
Vua Francis II và Vương hậu Maria Sofia rời Gaeta thuộc Hai Sicilia.

Trong khi đó, các đảng phái cách mạng đang âm mưu lật đổ nhà Bourbon ở Calabria và Sicily, và Giuseppe Garibaldi đang chuẩn bị một cuộc đột kích ở miền nam bán đảo Ý. Một âm mưu ở Sicily bị phát hiện và những kẻ chủ mưu bị trừng phạt rất tàn bạo, nhưng Rosalino Pilo và Francesco Crispi, những người tổ chức phong trào, đã thoát khỏi án tử hình. Khi Garibaldi đổ bộ lên Marsala (tháng 5 năm 1860) cùng Đội quân Viễn chinh Ngàn người, ông đã chinh phục hòn đảo một cách dễ dàng đến kinh ngạc.
Những sự kiện đó cuối cùng đã thuyết phục được Francis II ban hành một hiến pháp, nhưng việc ban hành hiến pháp lại dẫn đến tình trạng hỗn loạn ở Napoli và sự từ chức của một số bộ trưởng; Liborio Romano trở thành người đứng đầu chính phủ. Sự tan rã của quân đội và hải quân diễn ra nhanh chóng, và Bá tước xứ Cavour đã cử một đội tàu Piedmont chở quân để theo dõi những sự kiện này. Garibaldi đã vượt qua eo biển Messina và đang tiến về phía bắc. Sau một thời gian dài do dự và thậm chí phải cầu cứu chính Garibaldi và theo lời khuyên của Romano, Francis II rời Napoli vào ngày 6 tháng 9 cùng với vợ là Maria Sophie; triều đình; và đoàn ngoại giao (trừ các bộ trưởng Pháp và Anh) đã đi đường biển đến Gaeta, nơi tập trung một phần lớn quân đội.
Ngày hôm sau, Garibaldi tiến vào Napoli, được chào đón nồng nhiệt và thành lập một chính phủ lâm thời.

### Cuộc xâm lược của người Piedmont
Vua Victor Emmanuel II đã quyết định xâm lược Lãnh địa Giáo hoàng và sau khi chiếm đóng Umbria và Marche, ông đã tiến vào Napoli. Quân đội của Garibaldi đã đánh bại phe bảo hoàng Napoli trong Trận Volturno, diễn ra vào ngày 1 tháng 10 năm 1860, và người Piedmont đã chiếm được Capua.
Đến cuối năm 1860, chỉ còn Gaeta, Messina và Civitella del Tronto vẫn kiên cường chống cự. Cuộc vây hãm Gaeta của người Piedmont bắt đầu vào ngày 6 tháng 11 năm 1860. Cả Francis II và vợ đều hành động rất bình tĩnh và dũng cảm. Ngay cả sau khi hạm đội Pháp, vốn đã ngăn chặn một cuộc tấn công bằng đường biển, rút lui, họ vẫn kháng cự. Mãi đến ngày 13 tháng 2 năm 1861, pháo đài mới đầu hàng.

## Lật đổ và lưu vong
Sau khi Gaeta thất thủ, Vương quốc Hai Sicilia không còn tồn tại nữa, lãnh thổ của nó được sáp nhập vào Vương quốc Sardegna (sau này đổi tên thành Vương quốc Ý), và Francis II bị phế truất. Francis và Maria Sophie ban đầu sống ở Rome với tư cách là khách của Giáo hoàng Piô IX, nơi họ duy trì một chính phủ lưu vong được một số cường quốc Công giáo công nhận, bao gồm Pháp, Tây Ban Nha, Áo-Hung và Bayern. Sau chiến thắng của Phổ trước Áo năm 1866 và sự mở rộng lãnh thổ Ý sau đó, họ giải tán chính phủ này và rời Rome trước khi thành phố bị người Ý chiếm đóng vào năm 1870. Từ đó, họ sống một cuộc sống nay đây mai đó, sống ở Áo, Pháp và Bayern. Năm 1894, Francis qua đời tại Arco ở Trentino (nay là đông bắc nước Ý, nhưng vào thời điểm đó thuộc Đế quốc Áo-Hung). Vợ góa của ông sống thọ hơn ông, 31 năm sau ngày chết của chồng bà mới qua đời tại Munich.
Sau khi Francis II qua đời, người em cùng cha khác mẹ của ông, Thân vương Alfonso, trở thành người kế vị ngai vàng của Vương quốc Hai Sicilia.

## Nguyên nhân phong chân phước và phong thánh
Ngày 11 tháng 12 năm 2020, Đức Hồng y Crescenzio Sepe, Tổng Giám mục Napoli, đã đệ trình án phong chân phước cho Vua Francis II của Hai Sicilia. Giáo hoàng Phanxicô đã tuyên bố nhà vua là Tôi tớ Chúa.

## Vinh dự
- Belgium: Grand Cordon of the Order of Leopold, 9 June 1855[4]
- Spain: Knight of the Order of the Golden Fleece, 15 June 1844[5]
- Empire of Brazil: Grand Cross of the Order of Pedro I
- Austrian Empire:[6]
  - Grand Cross of the Order of St. Stephen, 1849
  - Knight of the Military Order of Maria Theresa, 1861
- Kingdom of France: Knight Grand Cross of the Royal and Military Order of Saint Louis
- Kingdom of Prussia:[7]
  - Knight of the Order of the Black Eagle, 4 June 1853
  - Pour le Mérite (military), 20 February 1861
- Kingdom of Bavaria: Knight of the Order of Saint Hubert, 1857[8]
- Kingdom of Saxony: Knight of the Order of the Rue Crown, 1860[9]
- Grand Duchy of Tuscany: Grand Cross of the Order of St. Joseph[10]
- Württemberg: Grand Cross of the Order of the Württemberg Crown, 1864[11]